# شیرآباد (مانه و سملقان)
شیرآباد یا زوسفلی روستایی در دهستان حومه بخش مرکزی شهرستان مانه و سملقان استان خراسان شمالی ایران است.

## جمعیت
بر پایه سرشماری عمومی نفوس و مسکن در سال ۱۳۹۵ جمعیت این مکان ۷۳۳ نفر (۲۲۵خانوار) بوده‌است.